# Уильямсон, Джорди
Джорди Уильямсон FRS FAA, (англ. Geordie Williamson; 1981, Боурал, Австралия) — австралийский математик из Сиднейского университета. Он стал самым молодым из ныне живущих членов Королевского общества, когда был избран в 2018 году в возрасте 36 лет.
Лауреат премии Макса Планка (2024).

## Биография
Джорди Уильямсон родился в 1981 году в Боурале, Австралия. Получив образование в Шевалье-колледже, Уильямсон с 1999 года учился в Сиднейском университете и получил степень бакалавра в 2003 году, а затем во Фрайбургском университете Альберта-Людвига, где он получил докторскую степень в 2008 году под руководством Вольфганга Зёргеля.

## Исследования и карьера
После получения докторской степени Уильямсон был постдокторским исследователем в Оксфордском университете, базирующемся в Колледже Святого Петра в Оксфорде, а с 2011 по 2016 год он работал в Математическом институте Макса Планка. Уильямсон занимается геометрическим представлением теории групп. Вместе с Беном Элиасом он дал новое доказательство и упрощение теории гипотез Каждана-Люстига (ранее доказанных в 1981 году Бейлинсоном-Бернштейном и Брылински-Кашиварой). С этой целью они опирались на работы Вольфганга Зёргеля и разработали чисто алгебраическую теорию Ходжа бимодулей Зёргеля о кольцах многочленов. В этом контексте им также удалось доказать давнюю положительную презумпцию положительности коэффициентов каждой полиномы для групп Кокстера. Для групп Вейля (специальных групп Кокстера, связанных с группами Ли) Дэвид Каждан и Джордж Люстиг преуспели в этом, отождествив многочлены с некоторыми инвариантами (когомологиями локальных пересечений) многообразий Шуберта. Элиас и Уильямсон смогли пойти по этому пути доказательства и для более общих групп отражения (групп Кокстера), хотя в отличие от случая с группами Вейля здесь нет геометрической интерпретации.
Он также известен и контрпримерами. В 1980 году Люстиг предложил формулу характера для простых модулей редуктивных групп над полями конечной характеристики p. Гипотеза была доказана в 1994—1995 годах с помощью комбинации трех статей: 1. Хеннинга Хаара Андерсена, Йенса Карстена Янцена и Вольфганга Зёргеля; 2. Дэвида Каждана и Джорджа Люстига; 3. Масаки Кашивары и Тосиюки Танисаки для достаточно больших групповых исследований характеристик (без явной границы). Позже Питер Фибиг дополнил для явно очень высокой установленной границы. Уильямсон нашел несколько бесконечных семейств контрпримеров к обычно предполагаемым пределам достоверности гипотезы Люстига. Он также нашел контрпримеры к гипотезе Гордона Джеймса 1990 года о симметричных группах. Его работа также предоставила новые точки зрения на соответствующие гипотезы.

## Награды и почести
В 2016 году он получил премию Шевалле Американского математического общества и премию Клэя за исследования. Уильямсон был приглашенным докладчиком на Европейском конгрессе математиков в Берлине в 2016 году (теория теней Ходжа в теории представлений). В 2016 году был удостоен премии EMS, за 2017 год он был награждён премией «Новые горизонты в математике». В 2018 году выступал в качестве пленарного докладчика на Международном конгрессе математиков в Рио-де-Жанейро и был избран членом Королевского общества (FRS) и Австралийской академии наук. Уильямсон был награждён медалью Австралийского математического общества 2018 года.

## Публикации
Совместно с Беном Элиасом: теория Ходжа бимодулей Зёргеля, Annals of Mathematics, Band 180, 2014, 1089—1136, arXiv: 1212.0791
Исчисление Шуберта и торсионный взрыв (с приложением А. Конторовича, П. Макнамары, Г. Уильямсона), Journal of the AMS 30 (2017), 1023—1046, arXiv: 1309.5055
Модульные когомологические комплексы пересечений на многообразиях флагов, Mathematische Zeitschrift, Band 272, 2012, S. 697—727 (с приложением Тома Брейдена), arXiv: 0709.0207
Об аналоге гипотезы Джеймса, Representation Theory, Band 18, 2014, S. 15-27, arXiv:1212.0794
С Беном Элиасом: гипотезы Каждана-Люстига и тени теории Ходжа, Springer Progress in Mathematics, том 319, arXiv: 1403.1650
Совместно с Дэниелом Джуто, Карлом Мотнером: пучки четности, Journal of the AMS, Band 27, 2014, S. 1169—1212, arXiv: 0906.2994